# 78ª Mostra internazionale d'arte cinematografica di Venezia
La 78ª edizione della Mostra internazionale d'arte cinematografica si è svolta al Lido di Venezia dal 1º all'11 settembre 2021, diretta da Alberto Barbera e organizzata dalla Biennale presieduta da Roberto Cicutto. Il film d'apertura è stato Madres paralelas di Pedro Almodóvar, mentre Il bambino nascosto di Roberto Andò ha chiuso la Mostra, di cui è stata madrina Serena Rossi. A partire da questa edizione, la sezione Sconfini viene sostituita da Orizzonti Extra, votata dal pubblico.
La giuria internazionale del concorso, presieduta dal regista sudcoreano Bong Joon-ho, ha assegnato all'unanimità il Leone d'oro al miglior film al francese La scelta di Anne - L'Événement di Audrey Diwan.

## Giurie
Le seguenti persone hanno fatto parte delle giurie delle varie sezioni della Mostra:

### Concorso principale
- Bong Joon-ho, regista (Corea del Sud) - Presidente di Giuria
- Saverio Costanzo, regista (Italia)
- Virginie Efira, attrice (Belgio)
- Cynthia Erivo, attrice (Regno Unito)
- Sarah Gadon, attrice (Canada)
- Alexander Nanau, documentarista (Romania)
- Chloé Zhao, regista (Cina)

### Orizzonti
- Jasmila Žbanić, regista (Bosnia ed Erzegovina) - Presidente di Giuria
- Mona Fastvold, regista (Novergia)
- Shahram Mokri, regista (Iran)
- Josh Siegel, curatore della sezione cinematografica del MoMA (Stati Uniti d'America)
- Nadia Terranova, scrittrice (Italia)

### Venezia Opera Prima - Luigi De Laurentiis
- Uberto Pasolini, produttore (Italia) - Presidente di Giuria
- Martin Schweighofer, critico cinematografico (Austria)
- Amalia Ulman, artista visiva (Argentina)

## Sezioni principali

### In concorso
- America Latina, regia di Damiano e Fabio D'Innocenzo (Italia, Francia)
- Un altro mondo (Un autre monde), regia di Stéphane Brizé (Francia)
- Il buco, regia di Michelangelo Frammartino (Italia, Germania, Francia)
- La caja, regia di Lorenzo Vigas (Messico, Stati Uniti d'America)
- Il collezionista di carte (The Card Counter), regia di Paul Schrader (Stati Uniti d'America, Svezia)
- È stata la mano di Dio, regia di Paolo Sorrentino (Italia)
- La figlia oscura (The Lost Daughter), regia di Maggie Gyllenhaal (Israele, Stati Uniti d'America)
- Finale a sorpresa - Official Competition (Competencia oficial), regia di Mariano Cohn e Gastón Duprat (Spagna)
- Freaks Out, regia di Gabriele Mainetti (Italia, Belgio)
- Illusioni perdute (Illusions perdues), regia di Xavier Giannoli (Francia)
- La lista di Stalin (Kapitan Volkonogov bežal), regia di Natal'ja Merkulova e Aleksej Čupov (Russia, Francia, Estonia)
- Madres paralelas, regia di Pedro Almodóvar (Spagna) - film d'apertura[2]
- Mona Lisa and the Blood Moon, regia di Ana Lily Amirpour (Stati Uniti d'America)
- On the Job 2: The Missing 8, regia di Erik Matti (Filippine)
- Il potere del cane (The Power of the Dog), regia di Jane Campion (Regno Unito, Australia, Nuova Zelanda, Canada)
- Qui rido io, regia di Mario Martone (Italia, Spagna)
- Reflection (Vidblysk), regia di Valentyn Vasjanovyč (Ucraina)
- La scelta di Anne - L'Événement (L'Événement), regia di Audrey Diwan (Francia)
- Spencer, regia di Pablo Larraín (Cile, Germania, Regno Unito)
- Sundown, regia di Michel Franco (Messico, Francia, Svezia)
- Żeby nie było śladów, regia di Jan P. Matuszyński (Polonia, Francia, Repubblica Ceca)

### Fuori concorso

#### Fiction
- L'accusa (Les Choses humaines), regia di Yvan Attal (Francia)
- Ariaferma, regia di Leonardo Di Costanzo (Italia)
- Il bambino nascosto, regia di Roberto Andò (Italia) - film di chiusura
- Dune, regia di Denis Villeneuve (Stati Uniti d'America)
- Halloween Kills, regia di David Gordon Green (Stati Uniti d'America)
- The Last Duel, regia di Ridley Scott (Regno Unito, Stati Uniti d'America)
- Old Henry, regia di Potsy Ponciroli (Stati Uniti d'America)
- Scene da un matrimonio (Scenes from a Marriage), regia di Hagai Levi – miniserie TV, 5 puntate (Stati Uniti d'America)
- La scuola cattolica, regia di Stefano Mordini (Italia)
- Ultima notte a Soho (Last Night in Soho), regia di Edgar Wright (Regno Unito)

#### Non fiction
- Becoming Led Zeppelin, regia di Bernard MacMahon (Regno Unito, Stati Uniti d'America)
- Deandré#Deandré - Storia di un impiegato, regia di Roberta Lena (Italia)
- Django & Django, regia di Luca Rea (Italia)
- Ennio, regia di Giuseppe Tornatore (Italia)
- Ezio Bosso - Le cose che restano, regia di Giorgio Verdelli (Italia)
- Hallelujah: Leonard Cohen, A Journey, A Song, regia di Daniel Geller e Dayna Goldfine (Stati Uniti d'America)
- Life Of Crime 1984-2020, regia di Jon Alpert (Stati Uniti d'America)
- Republic Of Silence, regia di Diana El Jeiroudi (Germania, Francia, Siria)
- Tranchées, regia di Loup Bureau (Francia)
- Viaggio nel crepuscolo, regia di Augusto Contento (Francia, Italia)

#### Cortometraggi
- Liángyè bùnéng liú, regia di Tsai Ming-liang (Taiwan)
- Plastic Semiotic, regia di Radu Jude (Romania)
- Sad Film, regia di un regista birmano sotto pseudonimo a causa della repressione dell'esercito in seguito al colpo di stato del 2021 (Birmania, Paesi Bassi)

#### Proiezioni speciali
- Le 7 giornate di Bergamo, regia di Simona Ventura (Italia)
- La Biennale di Venezia: Il cinema al tempo del COVID, regia di Andrea Segre (Italia)

### Orizzonti

#### Lungometraggi
- Amira, regia di Mohamed Diab (Egitto)
- Atlantide, regia di Yuri Ancarani (Italia, Francia)
- Boldeng sar, regia di Neang Kavich (Cambogia, Francia, Cina)
- Cenzorka, regia di Péter Kerekes (Slovacchia, Repubblica Ceca)
- Full Time - Al cento per cento (À plein temps), regia di Éric Gravel (Francia)
- El gran movimiento, regia di Kiro Russo (Bolivia, Francia, Svizzera)
- El hoyo en la cerca, regia di Joaquin del Paso (Messico)
- Inu-ō, regia di Masaaki Yuasa (Giappone)
- Miracle - Storia di destini incrociati (Miracol), regia di Bogdan George Apetri (Romania, Repubblica Ceca, Lettonia)
- Nosorih, regia di Oleh Sencov (Ucraina)
- Once Upon A Time in Calcutta, regia di Aditya Vikram Sengupta (India)
- El otro Tom, regia di Rodrigo Plá e Laura Santullo (Messico)
- Il paradiso del pavone, regia di Laura Bispuri (Italia, Germania)
- Piligrimai, regia di Laurynas Bareiša (Lituania)
- La promessa - Il prezzo del potere (Les Promesses), regia di Thomas Kruithof (Francia) - film d'apertura
- Pùbù, regia di Chung Mong-hong (Taiwan)
- True Things, regia di Harry Wootliff (Regno Unito)
- Vera andrron detin, regia di Kaltrina Krasniqi (Kosovo)
- Welā, regia di Jakrawal Nilthamrong (Thailandia, Francia)

#### Cortometraggi in concorso
- Descente, regia di Mehdi Fikri (Francia)
- Don't Get Too Comfortable, regia di Shaima Al-Tamimi (Yemen, Emirati Arabi Uniti, Stati Uniti d'America, Paesi Bassi)
- Fall of the Ibis King, regia di Josh O'Caoimh e Mikai Geronimo (Irlanda)
- La Fée des Roberts, regia di Léahn Vivier-Chapas (Francia)
- Heltzear, regia di Mikel Gurrea (Spagna)
- Los huesos, regia di Cristóbal León e Joaquín Cociña (Cile)
- Kanoyama, regia di Momi Yamashita (Giappone)
- Mulāqāt, regia di Seemab Gul (Pakistan)
- Pid pokati mai, regia di Sorayos Prapapan (Thailandia)
- Techno, Mama, regia di Saulius Baradinskas (Lituania)
- Tǒu shēng, jīdàn, zuòyè běn, regia di Luo Runxiao (Cina)
- Il turno, regia di Chiara Marotta e Loris Giuseppe Nese (Italia)

#### Cortometraggi fuori concorso
- Ato, regia di Bárbara Paz (Brasile)
- Preghiera della sera (Diario di una passeggiata), regia di Giuseppe Piccioni (Italia)

#### Orizzonti Extra
- 7 Prisioneiros, regia di Alexandre Moratto (Brasile)
- Il cieco che non voleva vedere Titanic (Sokea mies, joka ei halunnut nähdä Titanicia), regia di Teemu Nikki (Finlandia)
- Costa Brava, regia di Mounia Akl (Libano, Francia, Spagna, Svezia, Danimarca, Norvegia)
- Land Of Dreams, regia di Shirin Neshat e Shoja Azari (Stati Uniti d'America, Germania, Qatar)
- La macchina delle immagini di Alfredo C., regia di Roland Sejko (Italia)
- Mama, ja doma, regia di Vladimir Bitokov (Russia)
- Ma Nuit, regia di Antoinette Boulat (Francia, Belgio)
- La ragazza ha volato, regia di Wilma Labate (Italia, Slovenia)

## Sezioni autonome e parallele

### Settimana internazionale della critica

#### In concorso
- Eles transportan a morte, regia di Samuel M. Delgado ed Helena Girón (Spagna, Colombia)
- Eltörölni Frankot, regia di Gábor Fabricius (Ungheria)
- Mondocane, regia di Alessandro Celli (Italia)
- Mother Lode, regia di Matteo Tortone (Francia, Italia, Svizzera)
- Obchodnye puti, regia di Ekaterina Selenkina (Russia)
- A salamandra, regia di Alex Carvalho (Brasile, Francia, Germania)
- Zalava, regia di Arsalan Amiri (Iran)

#### Fuori concorso
- La Dernière Séance, regia di Gianluca Matarrese (Italia, Francia) - film di chiusura
- Karmalink, regia di Jake Wachtel (Cambogia, Stati Uniti d'America) - film d'apertura

### Giornate degli autori

#### In concorso
- Anatomia, regia di Ola Jankowska (Polonia, Francia)
- Californie, regia di Alessandro Cassigoli e Casey Kauffman (Italia)
- Deserto particular, regia di Aly Muritiba (Brasile, Portogallo)
- La doppia vita di Madeleine Collins (Madeleine Collins), regia di Antoine Barraud (Francia, Belgio, Svizzera)
- al-Ḡarīb, regia di Ameer Fakher Eldin (Siria, Germania, Palestina, Qatar)
- Imaculat, regia di Monica Stan e George Chiper-Lillemark (Romania)
- Piedra noche, regia di Iván Fund (Argentina, Cile, Spagna)
- Shen Kong, regia di Chen Guan (Macao)
- Tres, regia di Juanjo Giménez (Spagna, Lituania, Germania)
- Tu me ressembles, regia di Dina Amer (Egitto, Francia, Stati Uniti d'America)

#### Fuori concorso
- Lovely Boy, regia di Francesco Lettieri (Italia) - film di chiusura

#### Eventi speciali
- Mizrahim, les oubliés de la terre promise, regia di Michale Boganim (Francia, Israele)
- Il palazzo, regia di Federica Di Giacomo (Italia, Repubblica Ceca)
- Senza fine, regia di Elisa Fuksas (Italia)
- Il silenzio grande, regia di Alessandro Gassmann (Italia, Polonia)
- Three Minutes - A Lengthening, regia di Bianca Stigter (Paesi Bassi)
- Logos Zanzotto, regia di Denis Brotto (Italia)

#### Miu Miu Women's Tales
- #21. Shangri-La, regia di Isabel Sandoval (Italia, Stati Uniti d'America)
- #22. I and the Stupid Boy, regia di Kaouther Ben Hania (Italia, Francia)

#### Notti veneziane
- Caveman, regia di Tommaso Landucci (Italia, Svizzera)
- Coriandoli, regia di Maddalena Stornaiuolo - cortometraggio (Italia)
- Cùntami, regia di Giovanna Taviani (Italia)
- Diteggiatura, regia di Riccardo Giacconi - cortometraggio (Italia)
- Les Enfants de Caïn, regia di Keti Stamo (Francia, Albania, Italia)
- Fellini e l'ombra, regia di Catherine McGilvray (Italia, Svizzera)
- Giulia, regia di Ciro De Caro (Italia)
- Hugo in Argentina, regia di Stefano Knuchel (Svizzera)
- Isolation, regia di Michele Placido, Julia von Heinz, Olivier Guerpillon, Jaco Van Dormael e Michael Winterbottom (Italia, Germania, Belgio, Svezia, Regno Unito)
- Il mondo a scatti, regia di Cecilia Mangini e Paolo Pisanelli (Italia)
- I nostri fantasmi, regia di Alessandro Capitani (Italia)
- Parole - Operetta per voce e piano, regia di Umberto Contarello (Italia)
- Princesa, regia di Stefania Muresu (Italia)
- Una relazione, regia di Stefano Sardo (Italia)
- Spin Time, regia di Sabina Guzzanti (Italia)
- Tonino de Bernardi - Un tempo, un incontro, regia di Daniele Segre (Italia)
- Trastwest, regia di Ivano De Matteo - cortometraggio (Italia)
- Welcome Venice, regia di Andrea Segre (Italia)

## Premi

### Premi della selezione ufficiale
Le quattro giurie internazionali dell'edizione, più gli spettatori della sezioni Orizzonti Extra, hanno assegnato i seguenti premi:

#### Concorso
- Leone d'oro al miglior film: La scelta di Anne - L'Événement (L'Événement), regia di Audrey Diwan
- Leone d'argento - Gran premio della giuria: È stata la mano di Dio, regia di Paolo Sorrentino
- Leone d'argento per la miglior regia: Jane Campion per Il potere del cane (The Power of the Dog)
- Coppa Volpi per la migliore interpretazione femminile: Penélope Cruz per Madres paralelas
- Coppa Volpi per la migliore interpretazione maschile: John Arcilla per On the Job 2: The Missing 8
- Premio Osella per la migliore sceneggiatura: Maggie Gyllenhaal per La figlia oscura (The Lost Daughter)
- Premio speciale della giuria: Il buco, regia di Michelangelo Frammartino
- Premio Marcello Mastroianni ad un attore o attrice emergente: Filippo Scotti per È stata la mano di Dio

#### Orizzonti
- Premio Orizzonti per il miglior film: Piligrimai, regia di Laurynas Bareiša
- Premio Orizzonti per la miglior regia: Éric Gravel per Full Time - Al cento per cento (À plein temps)
- Premio speciale della giuria: El gran movimiento, regia di Kiro Russo
- Premio Orizzonti per la miglior interpretazione femminile: Laure Calamy per Full Time - Al cento per cento (À plein temps)
- Premio Orizzonti per la miglior interpretazione maschile: Piseth Chhun per Bodeng sar
- Premio Orizzonti per la miglior sceneggiatura: Péter Kerekes e Ivan Ostrochovský per Cenzorka
- Premio Orizzonti per il miglior cortometraggio: Los huesos, regia di Cristóbal León e Joaquín Cociña

#### Leone del futuro - Premio Venezia opera prima "Luigi De Laurentiis"
- Imaculat, regia di Monica Stan e George Chiper-Lillemark

#### Venice Virtual Reality
- Premio miglior VR: Goliath: Playing with Reality, regia di Barry Gene Murphy e May Abdalla
- Premio migliore esperienza VR (per contenuto interattivo): Le Bal de Paris de Blanca Li, regia di Blanca Li
- Premio migliore storia VR (per contenuto lineare): End of Night, regia di David Adler

#### Orizzonti Extra, Premio degli spettatori - Armani Beauty
- Il cieco che non voleva vedere Titanic (Sokea mies, joka ei halunnut nähdä Titanicia), regia di Teemu Nikki

### Premi alla carriera
- Leone d'oro alla carriera: Roberto Benigni e Jamie Lee Curtis[7]
- Premio Jaeger-LeCoultre Glory to the Filmmaker: Ridley Scott